# Hans Landolt
Hans Heinrich Landolt (ur. 1 grudnia 1831 w Zurychu, zm. 15 marca 1910 w Berlinie) – niemiecki chemik, pochodzenia szwajcarskiego. Zajmował się głównie chemią fizyczną. Badał czynność optyczną związków organicznych, a także związki arsenu i antymonu. W 1886 roku jako pierwszy przeprowadził doświadczenie chemiczne znane jako zegar jodowy. Doświadczalnie potwierdził słuszność zasady zachowania masy.
Studia chemiczne rozpoczął na Uniwersytecie w Zurychu w 1850 roku. Jego nauczyciel Carl Jacob Loewig, otrzymał w 1853 wezwanie do Wrocławia, Landolt przeniósł się wraz z nim i w 1853 ukończył studia otrzymując doktorat. W 1856 we Wrocławiu habilitował się na podstawie rozprawy "O procesach chemicznych zachodzących w płomieniu gazu oświetlającego". W 1858 otrzymał powołanie na Uniwersytet w Bonn. W 1870 objął profesurę chemii nieorganicznej i organicznej na nowo utworzonej Politechnice w Akwizgranie. W 1880 opuścił Akwizgran i objął profesurę w nowo założonej w 1881 Wyższej Szkole Rolniczej w Berlinie, gdzie pozostał aż do śmierci; W 1891 został mianowany dyrektorem Drugiego Instytutu Chemicznego Uniwersytetu Berlińskiego. W 1874 został członkiem Leopoldiny.